# Avbildningsförhållande
Avbildningsförhållandet eller avbildningsskalan vid fotografering är förhållandet mellan storleken på ett objekt i verkligheten och avbildningen på filmen (”sensorn” vid digitalt foto).
Om ett objekt med diametern 2 cm avbildas med diametern 1 cm på filmen så är avbildningsförhållandet 1:2 (=1 cm på filmen motsvarar 2 cm i verkligheten), skulle diametern på filmen också blivit 2 cm är förhållandet 1:1 (naturlig storlek).
Fotografering med avbildningsskalor mellan naturlig storlek (1:1) och 10x förstoring (10:1) brukar kallas makrofotografi, med större skalor kallas det mikrofotografi (till exempel 20:1, 30:1).

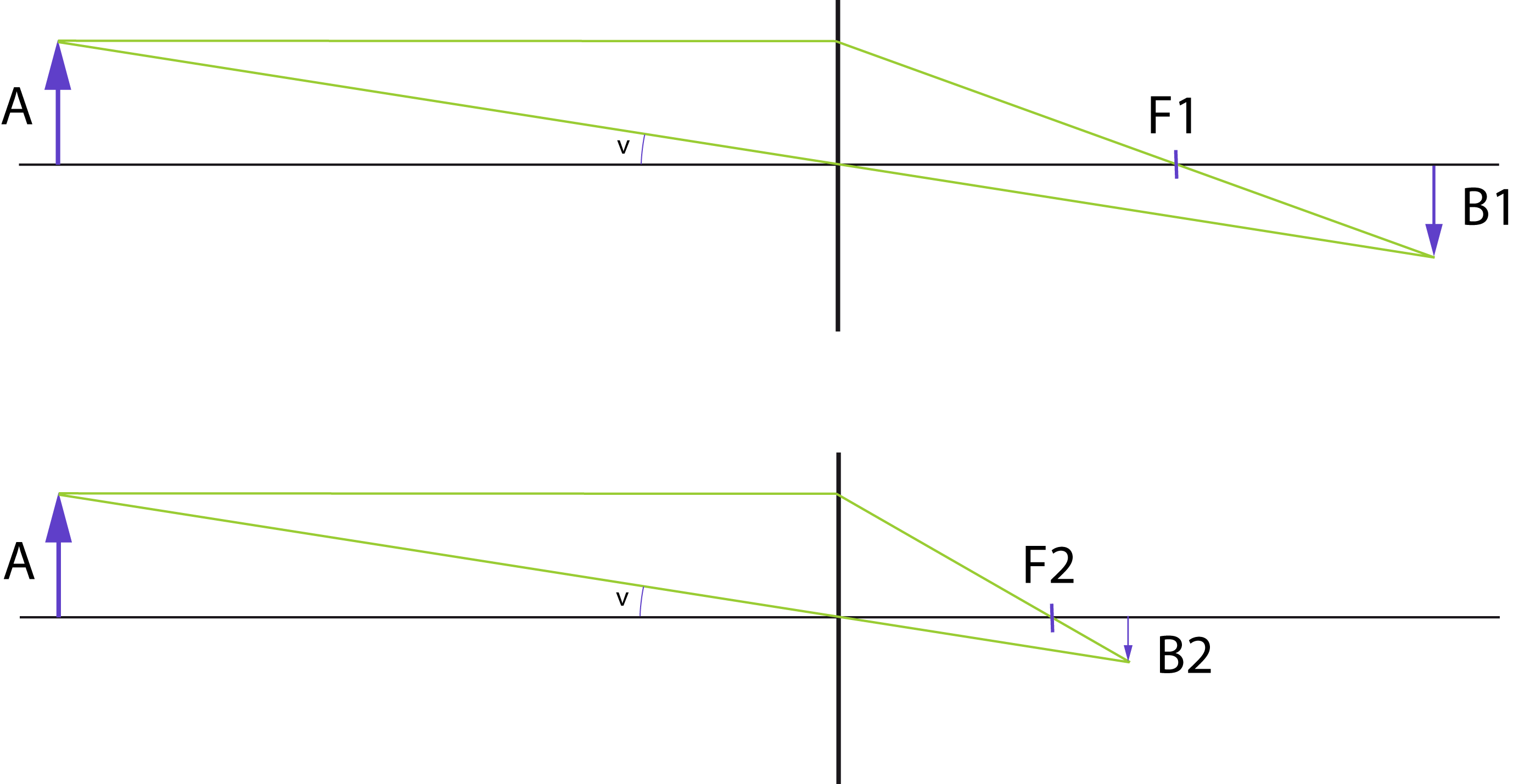
Bilden visar hur vid konstant fotograferingsavstånd, avbildningsskalan är approximativt proportionell med brännvidden.

Om föremålsavståndet är konstant, ökat bildstorleken med objektivets brännvidd. Approximativt är avbildningsskalan proportionell med objektivets brännvidd.
Vill man öka avbildningsskalan kan man närma sig föremålet eller använda ett objektiv med längre brännvidd. Att närma sig föremålet påverkar perspektivet och man kan inte närma sig alltför mycket, dels begränsar objektivets bildvinkel hur nära man kan gå, dels förstärks storleksskillnaden mellan nära liggande och längre bort liggande delar av föremålet (förutsatt att det inte är plant) och perspektivet ser överdrivet ut.

## Avbildningsskala vid mikrofotografering
Avbildningsskalan vid mikrofotografering kan beräknas med formeln:
Fp=objektivets förstoring × okularets förstoring × d / 250
Fp är projicerad förstoring
d är avståndet i mm mellan okularet och filmplanet
Den slutliga bildens förstoring beräknas som
Ft=Fp × ff
där ff är förstoringsfaktorn.
Det fotograferade föremålets verkliga storlek kan sedan beräknas:
Verklig storlek = Bildens storlek / Förstoringsfaktorn